# Shane Perry
Pour les articles homonymes, voir Perry.

a Compétitions nationales et continentales officielles uniquement.

Shane Perry est un joueur de rugby à XIII australien. Il joue depuis 2009 sous les couleurs des Dragons Catalans en Super League. Son contrat avec la franchise française prendra fin en 2009.

## Palmarès
- 2006 : Vainqueur de la National Rugby League avec les Brisbane Broncos.

## Distinctions personnelles
- Néant.

## Carrière internationale
- Néant.

## Statistiques en NRL
| Saison | Club                    | Pays  | Championnat | Pays  | Matchs | Essais | Transf. | Drops | Carton jaune | Carton rouge | Points |
| ------ | ----------------------- | ----- | ----------- | ----- | ------ | ------ | ------- | ----- | ------------ | ------------ | ------ |
| 1999   | Western Suburbs Magpies |       | NRL         |       | 8      | 1      | 2       | 0     | 0            | 0            | 8      |
| 2000   | Canterbury Bulldogs     |       | NRL         |       | 5      | 1      | 0       | 0     | 0            | 0            | 4      |
| 2001   | Canterbury Bulldogs     |       | NRL         |       | 1      | 0      | 0       | 0     | 0            | 0            | 0      |
| 2006   | Brisbane Broncos        |       | NRL         |       | 20     | 1      | 0       | 0     | 0            | 0            | 4      |
| 2007   | Brisbane Broncos        |       | NRL         |       | 16     | 2      | 0       | 0     | 0            | 0            | 8      |
| 2008   | Brisbane Broncos        |       | NRL         |       | 8      | 1      | 0       | 0     | 0            | 0            | 4      |
| TOTAL  | TOTAL                   | TOTAL | TOTAL       | TOTAL | 58     | 6      | 2       | 0     | 0            | 0            | 28     |

## Statistiques en Super League
| Saison | Club             | Pays | Championnat  | Pays | Matchs | Essais | Transf. | Drops | Carton jaune | Carton rouge | Points |
| ------ | ---------------- | ---- | ------------ | ---- | ------ | ------ | ------- | ----- | ------------ | ------------ | ------ |
| 2009   | Dragons Catalans |      | Super League |      | 16     | 1      | 0       | 0     | 0            | 0            | 4      |